# Vuurtoren van Portzic
De vuurtoren van Portzic (Frans: phare du Portzic) is een vuurtoren aan aan het noordoostelijke uiteinde van de Goulet de Brest (Finistère, Bretagne, Frankrijk) en is de dichtstbijzijnde vuurtoren van de stad Brest. Het is een achthoekige toren van 35 meter hoog. Aan de zeezijde van de flessenhalsingang van de Goulet kijkt de vuurtoren uit op de Pointe des Espagnols.
De toren werd in 1848 gebouwd op militaire grond, tegelijkertijd met de vuurtoren van Petit Minou (iets eerder begonnen ten noorden van de Goulet). De vuurtoren werd geëlektrificeerd in 1953 en geautomatiseerd in 1994 (hoewel een semafoorpost die in 1987 aan de basis werd geplaatst om het verkeer in en uit de Goulet te regelen nog steeds permanent bemand is).

## Karakteristieken
Signalen: 1 hoofdlicht voor de sector met 2 flitsen om de 10 seconden (flits van 2 seconden en dan flits van 6 seconden), vergezeld van 2 twinkelende richtingaanwijzers in de richting van de Goulet, één continu (één flits per seconde, bekend als het noordsein, geeft aan een navigator aan dat hij zich ten noorden van het kanaal bevindt), de andere met 6 korte flitsen (één per seconde) en een lange flits, bekend als het zuidsein, geeft aan de navigator aan dat hij zich ten zuiden van het kanaal bevindt.